# Miratovac
Miratovac (em cirílico: Миратовац) é uma vila da Sérvia localizada no município de Preševo, pertencente ao distrito de Pčinja, na região de Vallée de Preševo. A sua população era de 2774 habitantes segundo o censo de 2002.

## Demografia
| 1948 | 1953 | 1961 | 1971 | 1981 | 1991 | 2002 |
| ---- | ---- | ---- | ---- | ---- | ---- | ---- |
| 1935 | 2026 | 2318 | 2544 | 2872 | 3072 | 2774 |